# Марк Плеторий Цестиан
Марк Плето́рий Цестиа́н (лат. Marcus Plaetorius Cestianus; родился около 106 года до н. э. — умер после 51 года до н. э.) — римский политический деятель, предположительно занимавший должность претора в 60-е годы до н. э. Был обвинителем Марка Фонтея в 69 году до н. э.

## Происхождение
Марк Плеторий принадлежал к незнатному плебейскому роду, представители которого фигурируют в источниках только в связи с последними десятилетиями существования Римской республики. Плетории Цестианы добились наибольших успехов по сравнению с другими ветвями рода, но и они не достигли высших должностей. Отец Марка носил тот же преномен; предположительно это был тот Марк Плеторий, которого казнили сулланцы в 82 году до н. э.

## Биография
Марк Плеторий был примерно ровесником Марка Туллия Цицерона, родившегося в 106 году до н. э. Первые упоминания о нём в сохранившихся источниках относятся к 69 году до н. э., когда Цестиан выдвинул судебное обвинение против Марка Фонтея. Последний три года был наместником Нарбонской Галлии и активно реквизировал у местного населения продовольствие и деньги для военных нужд, а также набирал из провинциалов воинские отряды. Поэтому галлы обратились за помощью к патрону аллоброгов Марку Фабию, а тот попросил Марка Плетория стать обвинителем в деле о злоупотреблениях властью. Детали обвинения остаются неизвестными. Защитником стал Цицерон, речь которого частично сохранилась; в этих фрагментах Цестиан упоминается трижды, причём один раз оратор называет его своим другом (возможно, с иронией). Какой приговор был вынесен Фонтею, неизвестно.
Позже (в 68 или 67 году до н. э.) Марк Плеторий занимал должность курульного эдила совместно с Гаем Фламинием. В этом качестве он чеканил по поручению сената монету. Благодаря речи Цицерона «В защиту Авла Клуенция Габита» известно, что в присутствии Цестиана и его коллеги слушалось дело «одного маленького человека, эдильского писца Децима Матриния». В той же речи сообщается, что Марк Плеторий и Гай Фламиний председательствовали в суде по делам об убийстве; соответственно в историографии появилась гипотеза, что речь идёт о претуре, которая должна относиться к 66 году до н. э. Автор классического справочника по римским магистратам Роберт Броутон называет Плетория и Фламиния в связи с 66 годом не преторами, а только судьями.
Благодаря эпиграфическим источникам известно, что магистрат по имени Марк Плеторий посещал Дельфы. Есть предположение, что это был Цестиан, после претуры получивший в управление Македонию или другую провинцию, путь в которую пролегал через Балканы. Сторонники этой гипотезы считают, что претура не обязательно приходилась на 66 год до н. э., слишком близкий ко времени эдилитета с точки зрения Корнелиева закона: это мог быть 65 или 64 год. Одно из более поздних писем Цицерона подтверждает, что Цестиан был хорошо знаком с восточными делами: он «не только участвовал» в обсуждении ситуации в Киликии, «но и руководил всем этим».
Последнее упоминание о Цестиане относится к 51 году до н. э. Цицерон в письме к Аттику из Киликии упоминает «известие, что плеториевым пожаром обожгло Сея». Сей — это римский публикан и враг Цицерона; исследователи единодушны во мнении, что Марк Плеторий был осуждён за какое-то преступление (возможно, за вымогательство), а Сея признали его соучастником. Цицерон счёл необходимым заметить, что известие про Сея его «не огорчает». Отсюда возникло предположение, что новости про Цестиана автора письма всё-таки огорчили и что в речи в защиту Фонтея Цицерон называет Марка Плетория своим другом всерьёз.